# Кум-Косяк
Кум-Косяк (баш. Ҡом-Косяк) — деревня (до 2005 года — посёлок) в Белебеевском районе Республики Башкортостан Российской Федерации. Входит в состав Малиновского сельсовета.

## География

### Географическое положение
Расстояние до:
- районного центра (Белебей): 13 км,
- центра сельсовета (Малиновка): 9 км,
- ближайшей ж/д станции (Аксаково): 4 км.

## История
В состав селения в 2005 году вошли два поселения: 1430 км и 1432 км.
Закон «О внесении изменений в административно-территориальное устройство Республики Башкортостан в связи с образованием, объединением, упразднением и изменением статуса населенных пунктов, переносом административных центров» от 20 июля 2005 года N 211-з постановил:

ст. 2. Объединить следующие населенные пункты с сохранением наименований:
2) в Белебеевском районе:

б) поселение железнодорожная будка 1430 км, поселение железнодорожная будка 1432 км и посёлок Кум-Косяк Малиновского сельсовета, установив объединенному населенному пункту тип поселения — деревня, с сохранением наименования «Кум-Косяк»;

## Население
| 2002 | 2009 | 2010 |
| ---- | ---- | ---- |
| 37   | ↗65  | ↘41  |

Согласно переписи 2002 года, преобладающая национальность — башкиры (70 %).